# 胡云腾
胡云腾（1955年9月—），男，安徽霍邱人，中华人民共和国法官，二级大法官，曾任最高人民法院审判委员会副部级专职委员、第二巡回法庭庭长。

## 生平
1983年7月，毕业于安徽师范大学政教系。1986年7月，毕业于西南政法学院刑法专业，同年任教于安徽大学法学院。1990年12月至1994年3月，在中国人民大学法学院攻读刑法专业博士学位。1994年3月至2002年6月，在中国社会科学院法学研究所工作，历任历任该所副研究员、刑法研究室副主任、政治学研究所所长助理，于2000年12月升任中国社会科学院法学研究所副所长（副局级）。2002年6月，调任最高人民法院研究室副主任。2004年11月起，任最高人民法院研究室副主任、中国应用法学研究所所长。期间，2003年9月至2004年9月挂任云南省高级人民法院党组成员、副院长、审判委员会委员。2009年8月，出任最高人民法院研究室主任。2010年12月，任最高人民法院审判委员会委员、研究室主任。2014年4月，出任最高人民法院审判委员会副部级专职委员。2014年4月24日，升任国家二级大法官。同年底，任最高人民法院第二巡回法庭分党组书记、庭长。2018年8月，卸任最高法第二巡回法庭庭长职务。同年10月，卸任最高法审判委员会副部级专职委员职务。
2019年10月，被免去最高人民法院审判员职务。

## 知名案件
胡云腾在任第二巡回法庭庭长期间，曾担任聂树斌再审案审判长。